# 中國棒球協會
中國棒球協會（英語：Chinese Baseball Association，CBA），簡稱中國棒協，成立於1986年，前身為中國棒壘協會，其任務為承辦中國境內各項棒球比賽。它是中国在世界棒壘球聯盟和亚洲棒球總會的代表，也是棒球运动在中华全国体育总会的代表。

## 協會年表
- 1932年－旅居日本的梁扶初把棒球運動傳入中國，並擔任棒球教練工作。
- 1939年－梁扶初組織中國棒球史上著名的「熊貓隊」。
- 1959年－中國國內舉辦第一屆全國運動會，有二十三個球隊參加全運會棒球賽。歷屆全運會除第二屆和第五屆外，均有棒球項目。
- 1968年－梁扶初逝世。
- 1979年－中國棒壘協會成立。
- 1986年－中國棒球協會從中國棒壘協會獨立出來。中國第一座棒球場在天津市落成，由洛杉磯道奇隊贊助。
- 2020年－根据国家发展改革委《关于全面推开行业协会商会与行政机关脱钩改革的实施意见》（发改体改〔2019〕1063号），原由国家体育总局主管的中国棒球协会等88家体育协会与国家体育总局分离，依法直接登记、独立运行，剥离行政职能，不再设置业务主管单位。取消对行业协会的直接财政拨款，通过政府购买服务等方式支持其发展。全面实行劳动合同制度，依法依章程自主招聘工作人员。

## 相關網站
- 中國棒球協會在台灣棒球維基館上的頁面（繁體中文）
- 中國棒球協會官方網站| 現存球隊 | - 北京猛虎 - 天津雄獅 - 上海金鷹 - 廣東獵豹 - 四川蛟龍 - 河南戰狼 - 山東藍鯨 - 福建海鯊 |
| 過往球隊 | - 天津體院 - 河北體院（河北棒熊） - 山東商職學院                                        |

| 常態賽事 | - 聯賽 - 季後賽                     |
| 特別賽事 | - 亞洲職棒大賽 - 海峽兩岸棒球對抗賽 |

（页面存档备份，存于）